# Andrea Piccini

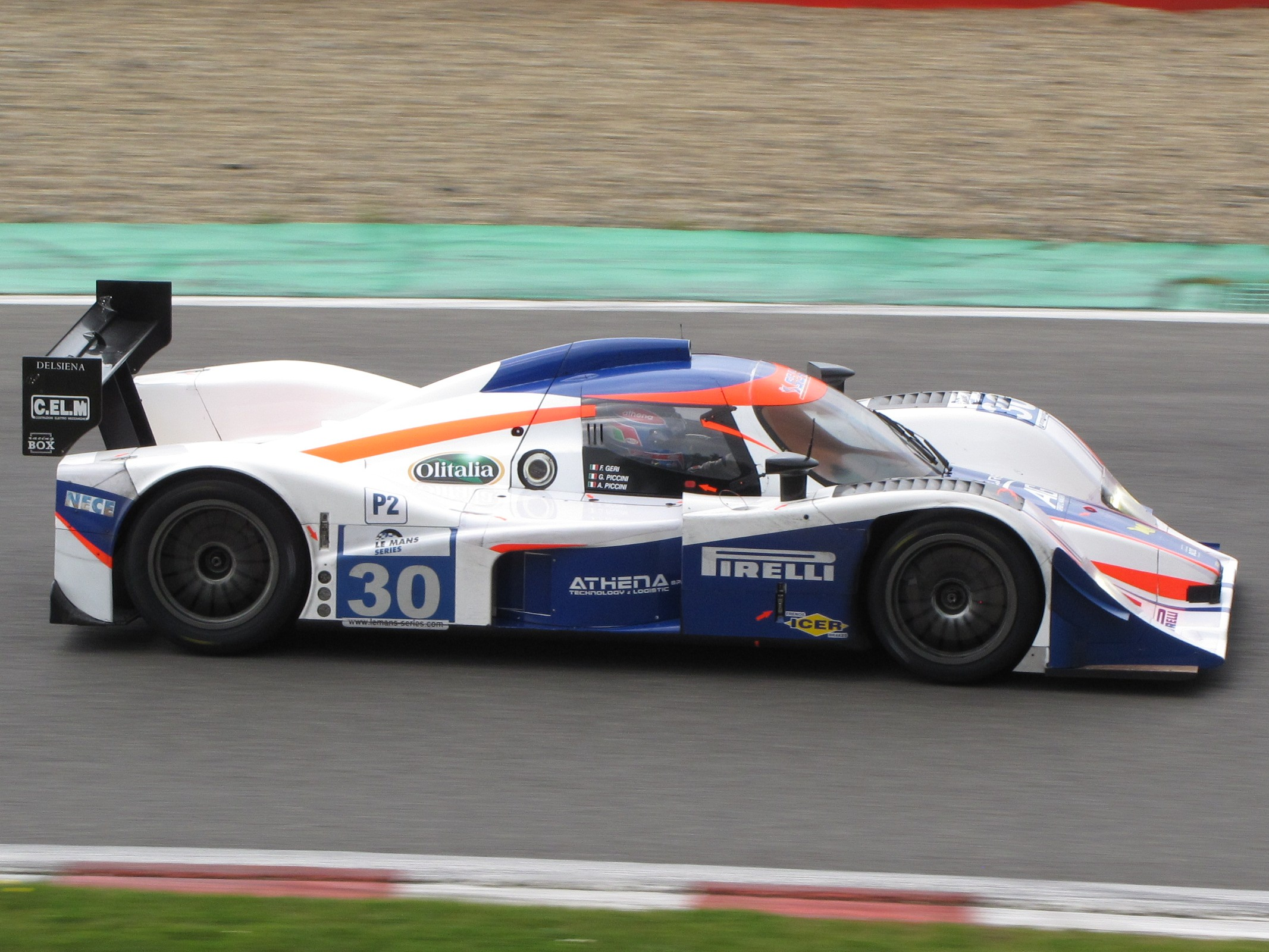
Piccini beim 1000-km-Rennen von Spa-Francorchamps 2010

Andrea Piccini (* 12. Dezember 1978 in Sansepolcro) ist ein ehemaliger italienischer Automobilrennfahrer und Rennstallbesitzer.

## Karriere
Piccinis Karriere begann 1994 im Kartsport. Seine ersten Formelsport Erfahrungen sammelte er 1995 und 1996 in der Formel Europa Boxer und der Formel Opel Lotus. 1997 nahm er an der deutschen Formel Opel Lotus Meisterschaft teil, wo er mit einer Pole-Position und vier Podestplätzen Rookie des Jahres wurde. 1998 fuhr er eine weitere Saison in der Formel Opel Lotus und beendete die Saison als Dritter.
1999 und 2000 fuhr Piccini in der Internationalen Formel-3000-Meisterschaft. 2001 war er Testfahrer in der Formel 1 für das Team European Minardi F1, für das er 2001 auch in der Formel 3000 startete.
Von 2002 bis 2008 startete Piccini in der FIA-GT-Meisterschaft. 2009 wechselte Piccini in die Le Mans Series und fuhr für das italienische Rennteam Racing Box einen Le-Mans-Prototyp des Herstellers Lola. 2010 verblieb Piccini in der Le Mans Series, startete nun aber zusammen mit seinem jüngeren Bruder Giacomo für Racing Box in der LMP2-Kategorie.
Beim 24-Stunden-Rennen auf dem Nürburgring 2011 sollte er zusammen mit Marcel Fässler, Marc Basseng und Frank Stippler auf einem Audi R8 LMS antreten, kam jedoch nicht zum Einsatz.
Nach dem Ende seiner Fahrerkarriere gründete Piccini den Motorsport-Rennstall Iron Lynx.

## Karrierestationen
- 1994: Kartsport
- 1995–96: Formel Europa Boxer, Formel Opel Lotus
- 1997–98: Formel Opel Lotus
- 1999–2001: Formel 3000, Formel-1-Testfahrer (Saison 2001)
- 2002–2008: FIA-GT-Meisterschaft

## Statistik

### Le-Mans-Ergebnisse
| Jahr | Team                | Fahrzeug            | Teamkollege       | Teamkollege           | Platzierung | Ausfallgrund    |
| ---- | ------------------- | ------------------- | ----------------- | --------------------- | ----------- | --------------- |
| 2006 | Aston Martin Racing | Aston Martin DBR9   | Tomáš Enge        | Darren Turner         | Rang 6      |                 |
| 2008 | Aston Martin Racing | Aston Martin DBR9   | Karl Wendlinger   | Heinz-Harald Frentzen | Rang 16     |                 |
| 2009 | Racing Box          | Lola B08/80         | Thomas Biagi      | Matteo Bobbi          | Ausfall     | Motorschaden    |
| 2019 | Kessel Racing       | Ferrari 488 GTE     | Claudio Schiavoni | Sergio Pianezzola     | Rang 46     |                 |
| 2020 | Iron Lynx           | Ferrari 488 GTE Evo | Matteo Cressoni   | Rino Mastronardi      | Ausfall     | Motor überhitzt |

### Einzelergebnisse in der FIA-Langstrecken-Weltmeisterschaft
| Saison  | Team          | Rennwagen       | 1   | 2   | 3   | 4   | 5   | 6   | 7   | 8   |
| ------- | ------------- | --------------- | --- | --- | --- | --- | --- | --- | --- | --- |
| 2018/19 | Kessel Racing | Ferrari 488 GTE | SPA | LEM | SIL | FUJ | SHA | SEB | SPA | LEM |
| 2018/19 | Kessel Racing | Ferrari 488 GTE |     |     |     |     | 46  |     |     |     |
| 2019/20 | Iron Lynx     | Ferrari 488 GTE | SIL | FUJ | SHA | BAH | AUS | SPA | LEM | BAH |
| 2019/20 | Iron Lynx     | Ferrari 488 GTE |     |     |     | DNF |     |     |     |     |
| 2021    | Iron Lynx     | Ferrari 488 GTE | SPA | POR | MON | LEM | BAH | BAH |     |     |
| 2021    | Iron Lynx     | Ferrari 488 GTE | 28  | 23  | DNF |     | 29  | 24  |     |     |